# Cyanea giffardii
Cyanea giffardii är en klockväxtart som beskrevs av Joseph Rock. Cyanea giffardii ingår i släktet Cyanea, och familjen klockväxter. Inga underarter finns listade i Catalogue of Life.